# Punghina (gmina)
Punghina – gmina w Rumunii, w okręgu Mehedinți. Obejmuje miejscowości Cearângu, Drincea, Punghina, Recea i Satu Nou. W 2011 roku liczyła 2936 mieszkańców.